# Pascal Quignard
Pascal Quignard (født 23. april 1948 i Verneuil-sur-Avre) er en fransk forfatter, der i 2002 fik Goncourtprisen for romanen Les Ombres errantes.
1. ↑  Navnet er anført på engelsk og stammer fra Wikidata hvor navnet endnu ikke findes på dansk.